# Frigorífico

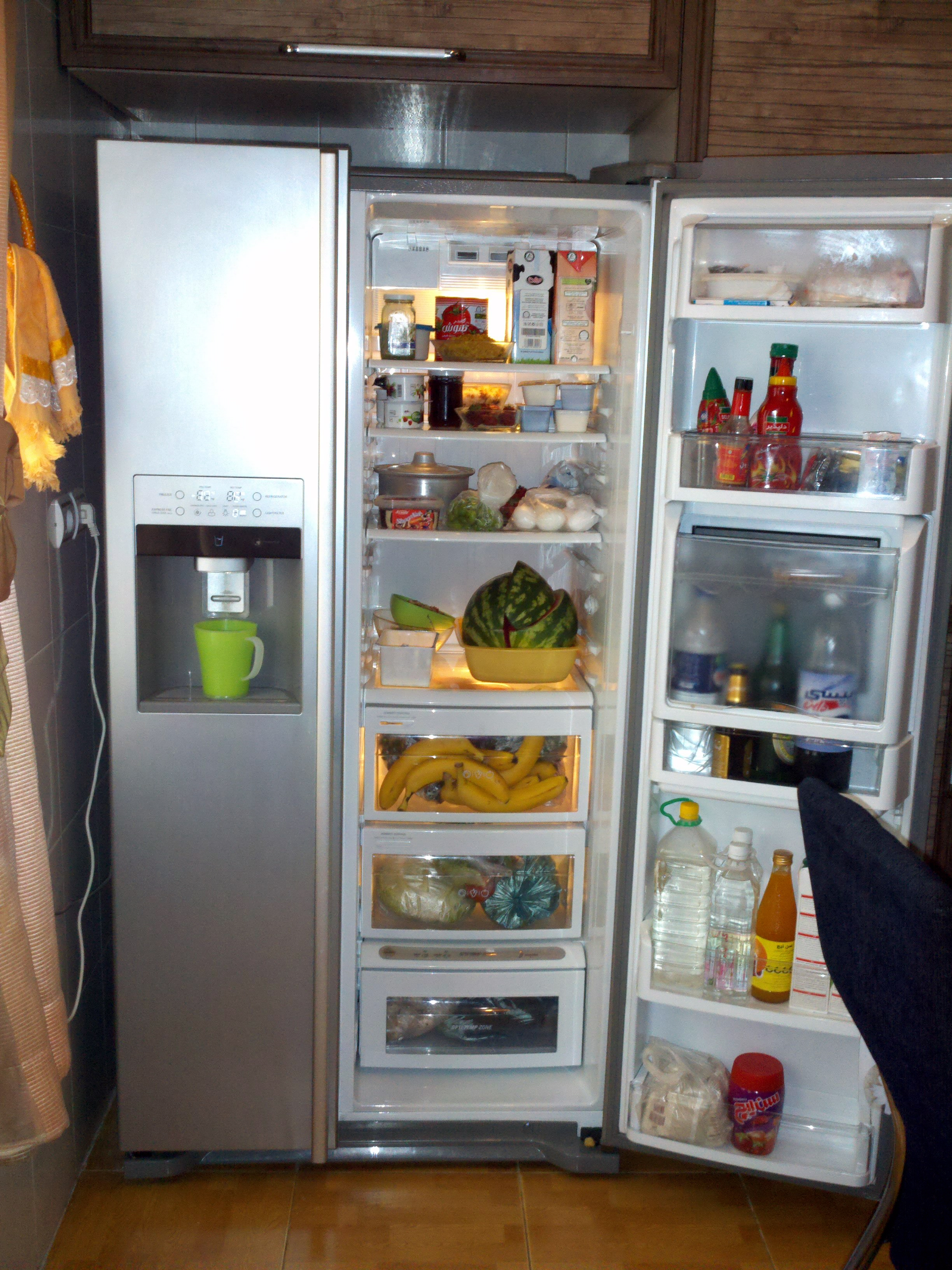
Interior de um frigorífico

Refrigerador (também conhecido por geladeira no Brasil, frigorífico em Portugal, geleira em Moçambique e Angola) é uma máquina frigorífica e utensílio eletrodoméstico, utilizado na conservação de alimentos, bebidas, entre outros. O termo frigorífico é usado no Brasil para designar geladeiras de grande porte.
Consiste em um armário metálico com prateleiras e gavetas e uma porta isolante, para manter o frio no interior do aparelho. O frio é produzido por um compressor, normalmente movido por um motor elétrico. Na maior parte dos casos, o frigorífico doméstico possui um compartimento para fabricar gelo e congelar produtos frescos, embora uma cozinha possa ter um destes eletrodomésticos e ainda um congelador separado (por exemplo, uma arca frigorífica).
Este utensílio é um descendente das antigas casas-de-gelo e caixas-de-gelo, que usavam gelo natural produzido no inverno nas regiões frias. Ainda hoje as caixas térmicas, com isolamento plástico, são usadas para levar coisas frescas para a praia, quando se vai acampar, para a pequena venda-a-retalho de cervejas e refrigerantes), além de utilização no transporte de materiais sensíveis como alguns tipos de medicamentos.
Para além da versão doméstica, são comuns versões em miniatura de geladeiras encontradas em quartos de hotel (frigobares), a outros modelos de frigoríficos industriais que podem ser do tamanho de um eletrodoméstico, porém especializados para variados tipos de produtos (tais como freezers domésticos ou comerciais para bebidas ou sorvetes), até ao tamanho de um cômodo de uma casa, ou maiores, como os utilizados em entrepostos frigoríficos para conservar pescado, carne ou vegetais para exportação, importação, ou para distribuição. Neste caso recebem o nome de "câmara frigorífica".

Foi considerado pela BBC como um dos 50 objetos mais importantes da economia moderna.

## História

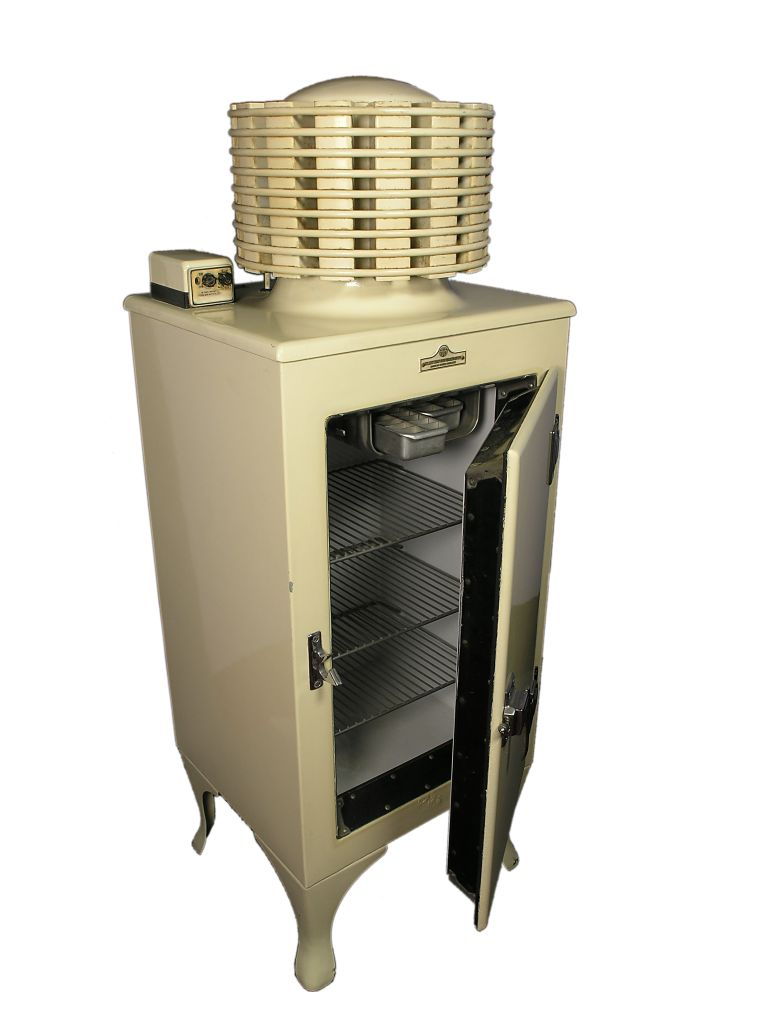
Uma geladeira elétrica inicial, com um trocador de calor cilíndrico no topo. Agora, na coleção de Thinktank, Birmingham Science Museum.

A primeira máquina refrigeradora foi construída em 1856, usando o princípio da compressão de vapor, pelo australiano James Harrison, que tinha sido contratado por uma fábrica de cerveja para produzir uma máquina que refrescasse aquele produto durante o seu processo de fabricação, e para a indústria de carne processada para exportação.
Na áreas dos transportes de carga as primeiras experiências iniciaram em 1851, nos Estados Unidos, e em 1857, foi construído o primeiro bem-sucedido vagão refrigerado para a indústria de carnes de Chicago e, em 1866 o primeiro vagão com refrigeração apropriada para frutas, também nos Estados Unidos.
O primeiro frigorífico doméstico só apareceu em 1913 e foi batizado DOMELRE (DOMestic ELectric REfrigerator), mas este nome não teve sucesso e foi Kelvinator o nome que popularizou este utensílio nos EUA. Tal como a maioria dos seus descendentes modernos, este frigorífico era arrefecido por meio de uma bomba de calor de duas fases. Outro que se tornou muito popular foi o General Electric "Monitor-Top", que apareceu em 1927. Ao contrário dos predecessores, neste frigorífico o compressor, que produzia bastante calor, estava colocado no topo do aparelho, protegido por um anel decorativo. Foram vendidos mais de um milhão destes aparelhos, dos quais alguns ainda estão em funcionamento embora não estejam com a mesma potência da época que foram criados.

Em 1926, Albert Einstein e Leó Szilárd criaram o refrigerador de Einstein que, entretanto, não foi produzido em massa.

#### No Brasil
O primeiro aparelho produzido no Brasil, foi construído no ano de 1947, em uma pequena oficina na cidade de Brusque em Santa Catarina. De 1947 a 1950, Guilherme Holderegger e Rudolf Stutzer já tinham fabricado, na oficina de Brusque, 31 aparelhos movidos a querosene. Então surge um novo personagem, Wittich Freitag, um comerciante bem sucedido da cidade de Joinville-SC, que convence os dois a montarem uma fábrica. Fechada a sociedade entre os três, em 15 de julho de 1950 entra em operação a CONSUL, primeira fábrica de refrigeradores do Brasil, na cidade de Joinville.

## Funcionamento

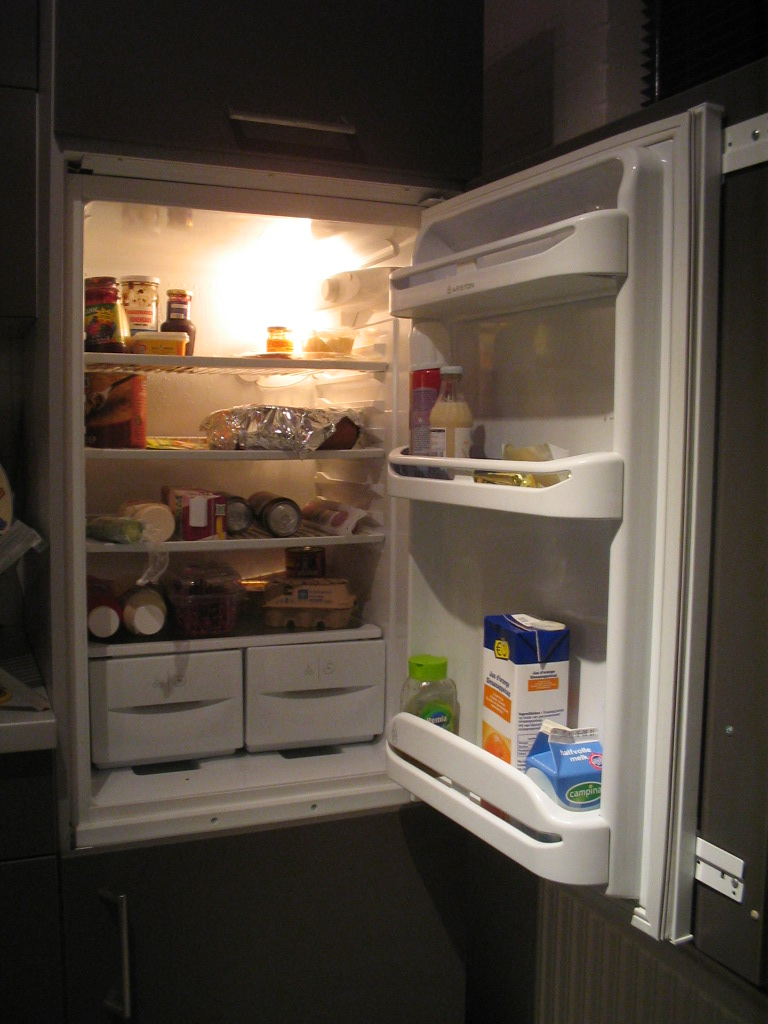
Refrigerador aberto.

O funcionamento de um frigorífico baseia-se em três princípios:
1. O calor transfere-se das zonas quentes para as zonas frias (ou menos quentes).
2. A pressão é proporcional à temperatura. Ou seja, aumentando a pressão, aumenta-se a temperatura.
3. A evaporação de um líquido retira calor. Fenômeno análogo à sensação de frescura sentida pela evaporação de álcool sobre a pele, ou pela transpiração.

No interior de cada refrigerador existe uma serpentina oculta (evaporizador) onde circula um gás muito frio (-37 °C). O calor dos alimentos é transferido para este gás que vai aquecendo à medida que percorre a serpentina. Para transferir esse calor para o exterior usa-se um compressor que ao aumentar a pressão ao gás, aumenta-lhe a temperatura. Este gás aquecido segue para o condensador (a serpentina visível na parte traseira do frigorífico), onde troca calor com o ar exterior, arrefecendo o gás e condensando-o. O líquido refrigerador passa então por uma válvula de expansão ou garganta, que provoca um abaixamento brusco na pressão e consequente evaporação instantânea e auto-arrefecimento. Este gás frio entra no frigorífico e completa-se o ciclo termodinâmico.
Conforme descrito acima no item 2, o funcionamento está baseado no princípio dos gases perfeitos (ou gás ideal) e na Lei de Boyle-Mariotte. Seguindo estas regras, se um gás for comprimido (aumentando sua pressão), o mesmo irá aquecer. O efeito contrário ocorre quando esta pressão diminui, isto é, o gás sofre uma queda de temperatura. A finalidade do compressor é basicamente esta, comprimir o gás para aquecê-lo e empurrá-lo para a serpentina onde ocorre a troca de calor. Quando chega à placa evaporadora, onde está a válvula de expansão, ocorre uma queda brusca da pressão, acompanhada também de uma queda na temperatura.

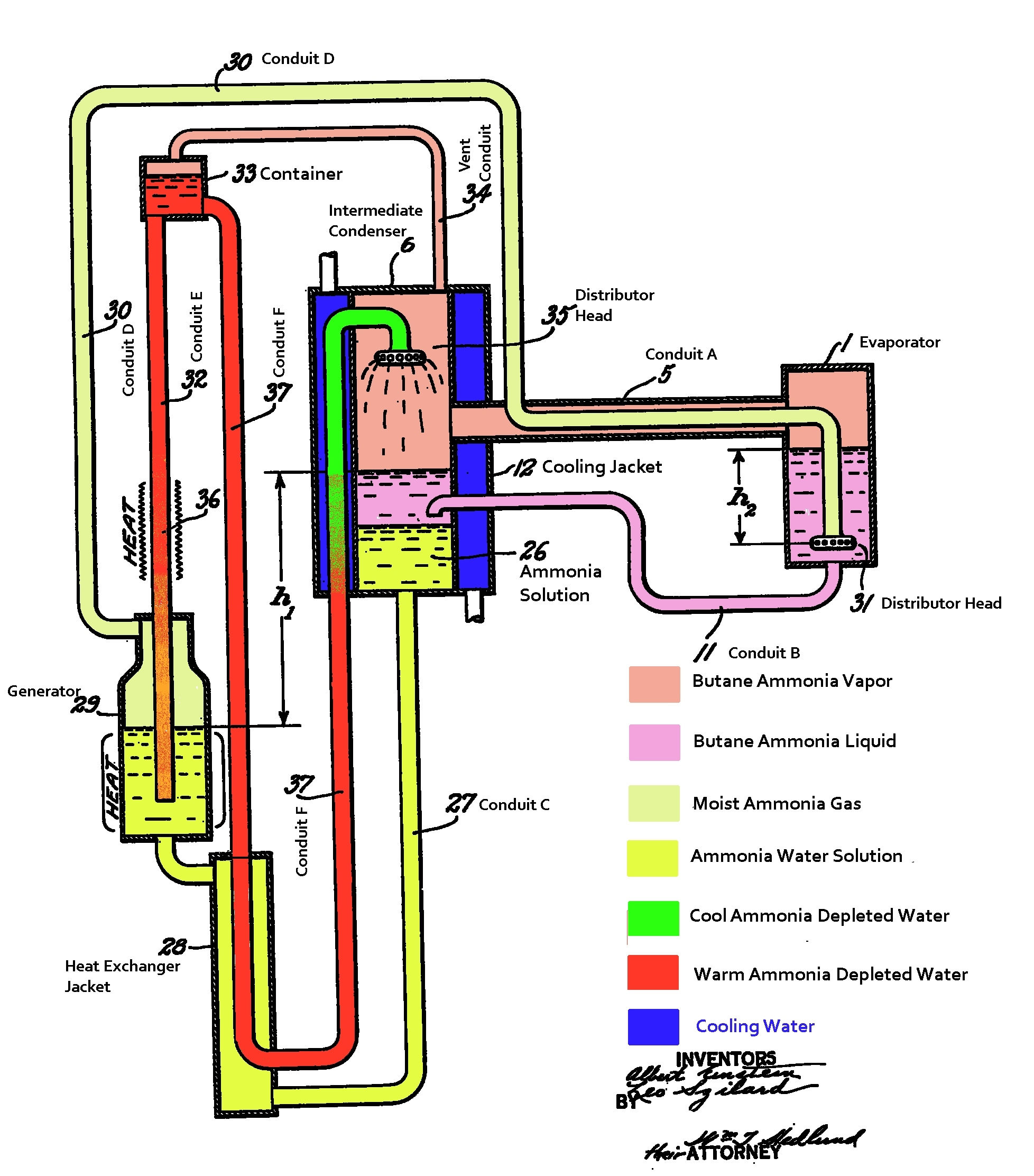
Refrigerador de Einstein.

Alguns frigoríficos não utilizam energia elétrica mas energia térmica, queimando querosene, diesel ou qualquer forma de geração de calor. Essas máquinas são extremamente silenciosas pois não tem partes móveis além dos líquidos e gases que passam em seu interior. Muito comumente são utilizados em áreas onde energia elétrica não é facilmente disponível como trailers e regiões rurais ou em situações onde o barulho do compressor pudesse incomodar, como quartos de hospital ou hotéis de luxo. O ciclo termodinâmico nesses casos é chamado de Refrigeração por absorção. Essas máquinas são relativamente sensíveis à inclinação. O refrigerador de Einstein é um exemplo deste tipo de frigorífico, pois funciona com energia térmica.
O princípio de funcionamento deste tipo de aparelho está relacionado à Lei de Dalton. Segundo a lei de Dalton, a pressão de uma mistura de gases e/ou vapores que não reagem quimicamente entre si é igual à soma das pressões parciais de cada, ou seja, das pressões que cada um teria se ocupasse isoladamente o mesmo volume, na mesma temperatura.
O ciclo por absorção usa amônia como gás refrigerante e hidrogênio e água como substâncias auxiliares. A pressão total é teoricamente a mesma em todos os pontos do circuito. O que muda são as pressões parciais. Em um trecho, a pressão parcial da amônia é menor que a do hidrogênio e o contrário em outro trecho. Assim, ambos os gases circulam pelo sistema. Tal diferença de pressões parciais é produzida pela água, que tem grande afinidade pela amônia e quase nenhuma pelo hidrogênio.
Em funcionamento, o vaporizador recebe solução concentrada de amônia em água. O vaporizador é aquecido por meio de uma chama alimentada por GLP ou querosene. Este aquecimento vaporiza a solução e a amônia, por ser mais volátil, é separada da água no separador. Assim, a água que sai do mesmo é uma solução diluída de amônia em água. O vapor de amônia é liquefeito no condensador e, ao sair, se mistura com hidrogênio. Portanto, a pressão da amônia diminui devido à presença de outro gás na mistura. A mistura de amônia e hidrogênio passa pelo evaporador, produzindo o resfriamento. Em seguida, se encontra com a água quase pura do separador e ambas passam pela serpentina do absorvedor.
Conforme já dito, a água tem elevada afinidade com a amônia e quase não tem com o hidrogênio. Assim, na saída do absorvedor, a amônia está dissolvida na água e o hidrogênio está livre, retornando ao evaporador. A solução concentrada de amônia em água retorna ao vaporizador, reiniciando o ciclo.
A existência de sifões nas saídas do condensador e do separador servem para impedir a passagem do hidrogênio. Portanto, no lado do condensador/separador, a pressão total é praticamente a pressão parcial da amônia. A diferença de pressões parciais entre as partes mantém o fluxo do ciclo enquanto houver aquecimento. A eficiência destes sifões, e o perfeito funcionamento deste tipo de equipamento está diretamente relacionada a um bom nivelamento do mesmo no piso.
O motor Schukey, patenteado nos anos 1970 e que funciona também como máquina frigorífica, não utiliza nenhum gás adicional mas apenas ar como fluido refrigerador.

## Eficiência energética

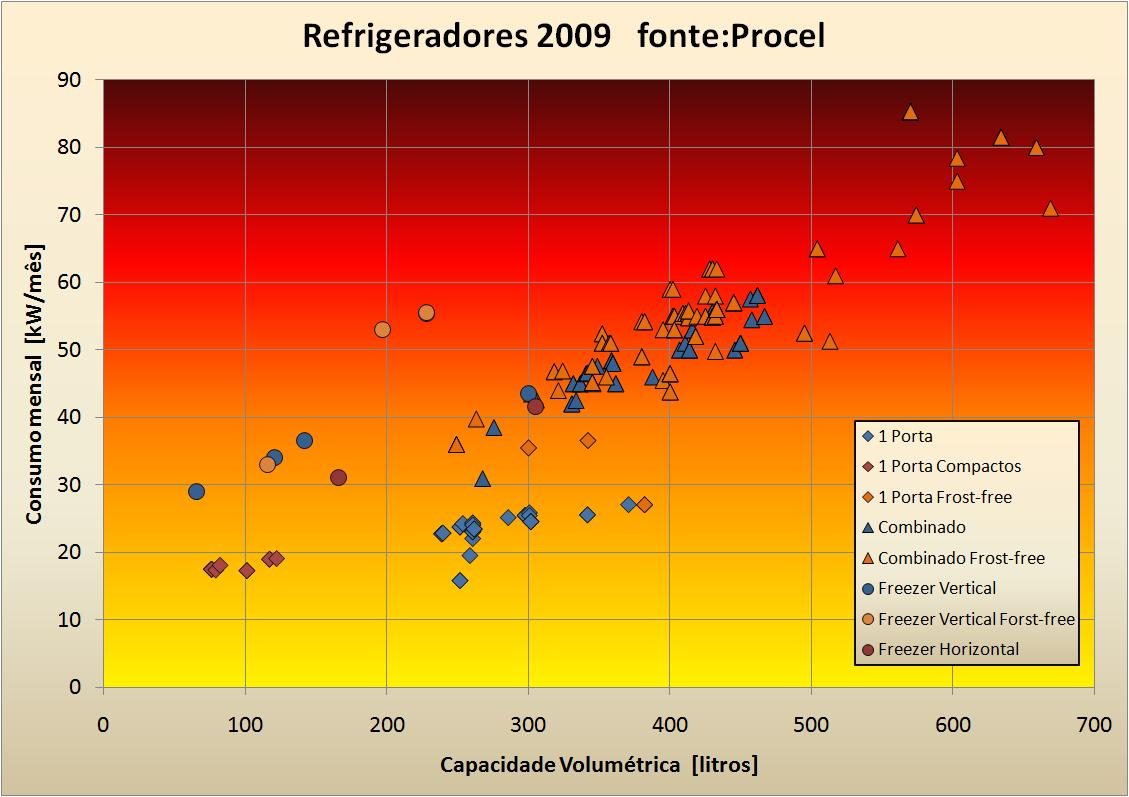
Consumo de energia de refrigeradores domésticos.

A eficiência energética de um refrigerador residencial é basicamente função da sua capacidade, mas existem diferenças de nível se o sistema possui freezer (-18 graus Celsius) combinado ou é um sistema de 1 porta somente com compartimento gelado (-3 a -5 graus Celsius). Do ponto de vista energético não vale a pena ter um refrigerador 1 porta e um freezer como 2 equipamentos separados quando é possível ter ambos em um único equipamento. Também é importante notar que para uma dada capacidade existe uma grande variação de eficiências, deixando claro que é muito importante realizar uma comparação antes da compra, pois o refrigerador é um dos itens que mais consome energia numa residência.